# Venjanssjön
Venjanssjön (även Vänjan) är en sjö cirka 30 kilometer väster om Mora i Mora kommun i Dalarna och ingår i Dalälvens huvudavrinningsområde. Sjön har en area på 34,2 kvadratkilometer och ligger 273 meter över havet. Sjön avvattnas av vattendraget Vanån till Västerdalälven.

## Delavrinningsområde
Venjanssjön ingår i delavrinningsområde (675430-140329) som SMHI kallar för Utloppet av Venjanssjön. Medelhöjden är 299 meter över havet och ytan är 118,56 kvadratkilometer. Räknas de 151 avrinningsområdena uppströms in blir den ackumulerade arean 1 824,04 kvadratkilometer. Vanån som avvattnar avrinningsområdet har biflödesordning 3, vilket innebär att vattnet flödar genom totalt 3 vattendrag innan det når havet efter 361 kilometer. Avrinningsområdet består mestadels av skog (47 procent) och sankmarker (16 procent). Avrinningsområdet har 34,16 kvadratkilometer vattenytor vilket ger det en sjöprocent på 28,8 procent.